# Siemomysł

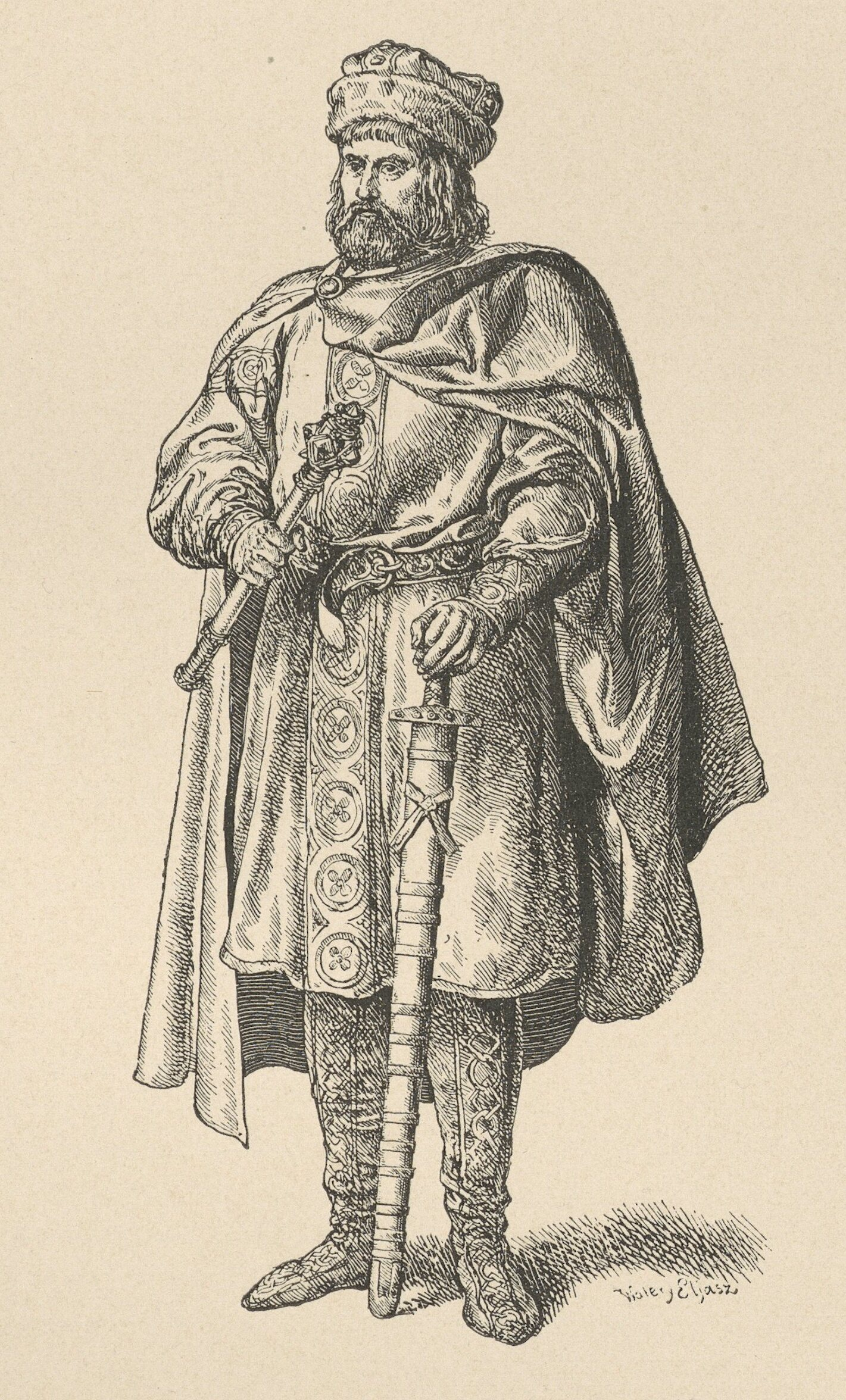

Siemomysł (gestorven rond de jaren 950 of 960) was de derde heidense Polaanse hertog, gerangschikt door Gallus Anonymus in zijn Gesta principum Polonorum, van de Piasten, en de vader van de eerste historische heerser van Polen, Mieszko I. Hij is de zoon van de tweede bekende Polaanse hertog Lestek. Volgens Gallus' historische onderzoek wordt Siemomysł gecrediteerd voor het overdragen van de landen der Polanen, Goplanen en Mazovianen aan zijn zoon Mieszko I, die ze verder uitbreidde tijdens zijn heerschappij. Volgens Henryk Łowmiański hielp hij in de opstand van de Ukrani tegen de Duitsers in 954.

Siemowit · Lestko · Siemomysł · Mieszko I · Bolesław I · Mieszko II Lambert · Bezprym · Mieszko II Lambert · Casimir I · Bolesław II · Wladislaus I Herman · Zbigniew · Bolesław III · Wladislaus II · Bolesław IV · Mieszko III · Casimir II · Leszek I · Wladislaus III · Mieszko IV · Koenraad · Hendrik I · Hendrik II · Koenraad · Bolesław V · Leszek II · Hendrik IV · Przemysł II · Wenceslaus II · Wenceslaus III · Wladislaus I · Casimir III · Lodewijk · Hedwig · Wladislaus II Jagiello · Wladislaus III · Casimir IV · Jan I Albrecht · Alexander · Sigismund I · Sigismund II August I · Hendrik · Anna · Stefanus Báthory · Sigismund III · Wladislaus IV · Jan II Casimir · Michaël Korybut Wiśniowiecki · Jan III Sobieski · August II · Stanislaus I Leszczyński · August II · Stanislaus I Leszczyński · August III · Stanislaus II August Poniatowski